# Cockrell Hill (Teksas)
Cockrell Hill je grad u američkoj saveznoj državi Teksas. Prema popisu stanovništva iz 2010. u njemu je živjelo 4.193 stanovnika.